# روبينز رايموندو دا سيلفا
روبينز رايموندو دا سيلفا (بالبرتغالية: Rubens Raimundo da Silva) المعروف بإسكواردينها (10 أكتوبر 1989 بريسيفي في البرازيل - ) هو لاعب كرة قدم برازيلي في مركز الوسط لعب سابقاً في نادي نجران .

## روابط خارجية
- روبينز رايموندو دا سيلفا على موقع قاعدة بيانات كرة القدم.إي يو (الإنجليزية)
- روبينز رايموندو دا سيلفا على موقع Soccerway.com (الإنجليزية)